# Пламен Стоилов
Пламен Стоилов е български военен и политик, кмет на Община Русе (от ноември 2011 до октомври 2019 г).

## Биография
Роден е на 4 април 1962 г. в Русе. Завършва ВНВУ „Васил Левски“ във Велико Търново (1980–1984) като инженер по транспортно строителство – пътища и мостове, офицер от БА, и Стопанската академия „Димитър А. Ценов“ в Свищов (1999–2002) като магистър със специалност „Икономика на индустрията“.
Офицер от МО, в 54-ти инженерен полк в Свищов, ГЩ – МО, командир на разузнавателен взвод; занимава се с подготовка и изпълнение на парашутни, водолазни, и инженерно-сапьорни задачи от поверената му парашутна инженерно разузнавателна група (1984–1987).
Пламен Пасев Стоилов е осветлен като щатен служител на Държавна сигурност (ДС) към III управление. Със заповед № К-3170/ 24.09.1987 г. е назначен за разузнавач; с УК-0332/ 14.09.1990 г. е преназначен за старши разузнавач. 
Офицер в системата на МВР. През 1987–1988 г. изкарва 13-месечен курс на обучение за оперативен работник по линия на ВКР във ВИПОНД на МВР в София.
Младши инспектор към Управление ВКР, отдел КСВ, отделение „Плевен“, осигуряване в контраразузнавателно отношение поделенията и обектите на БА на територията на гарнизоните Свищов и Белене (1988–1991). Старши инспектор в Служба „Сигурност“ към Министерство на отбраната, отдел „Командване Сухопътни войски“; осигуряване в контраразузнавателно отношение поделенията и обектите на БА на територията на гарнизоните в Свищов, Белене и Русе (1991-1999). Началник сектор в Служба Сигурност „Военна полиция и военно контраразузнаване“ към МО, Регионална ССВПиВКР – Варна, отдел ВКР, Сектор Шумен, осигуряване по линия на военното контраразузнаване на поделенията, обектите и гарнизоните в областите Шумен, Разград, Търговище, Русе и Силистра (2000–2003).
Инспектор инженерна защита в Министерство на държавната политика при бедствия, аварии и катастрофи, ГД „Гражданска защита“, Дирекция „Гражданска защита“ – Област Русе (2007–2009).
Областен управител на Област Русе (2009–2011).
Владее руски и английски език.